# 克拉玛依友谊馆
克拉玛依友谊馆，简称友谊馆，曾名中苏友谊馆、反修馆，是中华人民共和国新疆维吾尔自治区克拉玛依市的纪念建筑物之一。克拉玛依友谊馆于1958年6月建成，为纪念苏联对新疆石油工业的援助而修建。1994年12月8日因克拉玛依大火基本焚毁，现仅存前厅建筑。克拉玛依友谊馆为克拉玛依市文物保护单位。

## 历史
1950年代开始，苏联对新疆的工业、农业、牧业、林业、交通运输业、水利设施等方面进行援助。其中在石油工业的援助包括超过援助20万吨的石油器材，派出超过400位的专家，协助发现克拉玛依油田等。为纪念苏联对新疆新疆石油工业的援助，克拉玛依市在市中心建立起中苏友谊馆。中苏友谊馆于1958年6月23日建成，开幕典礼上中国共产党新疆维吾尔自治区委员会第二书记赛福鼎·艾则孜讲话。最初友谊馆有大厅、会议厅、放映室、管理房间、办公室等设施。文化大革命开始后，中苏友谊馆更名反修馆。直至1982年9月，反修馆又更名为友谊馆。同年，友谊馆扩建化妆室、地下室等设施。
1989年开始，克拉玛依友谊馆开始重新装修。1991年底，友谊馆重修工程竣工并投入使用。然而此次重修使用了大量易燃材料，且并未通过当地消防部门的审核检查验收。1994年12月8日，友谊馆举办“两基”（基本扫除青壮年文盲、基本实现九年义务制教育）教育评估验收团专场文艺演出活动，克拉玛依市7所中学、8所小学的师生和有关领导近800人参加。演出活动间，因光柱灯的高温引燃纱幕，进而导致克拉玛依大火发生，火灾造成320余人死亡，其中大部分为8到15岁的学生。

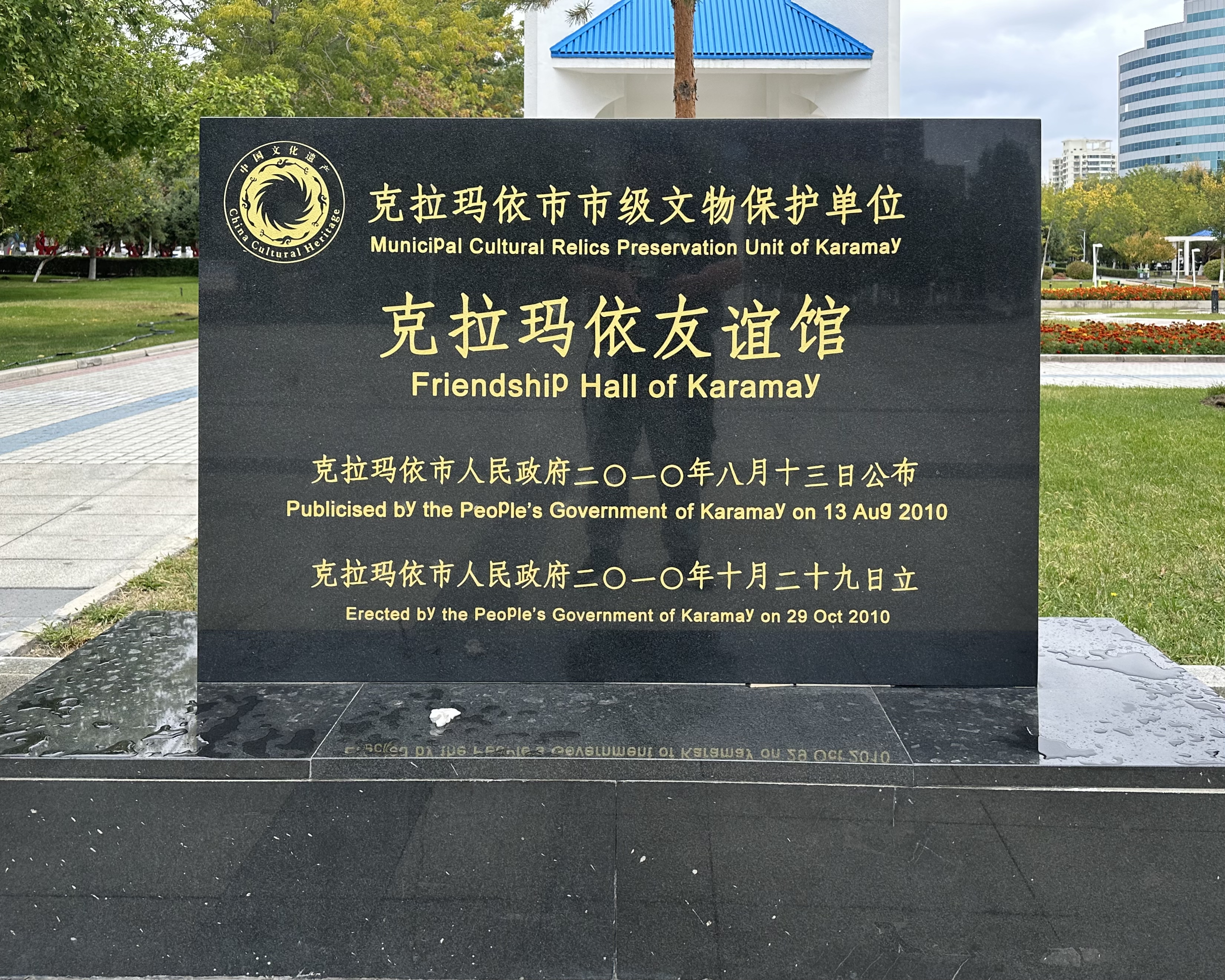
克拉玛依友谊馆文物保护碑

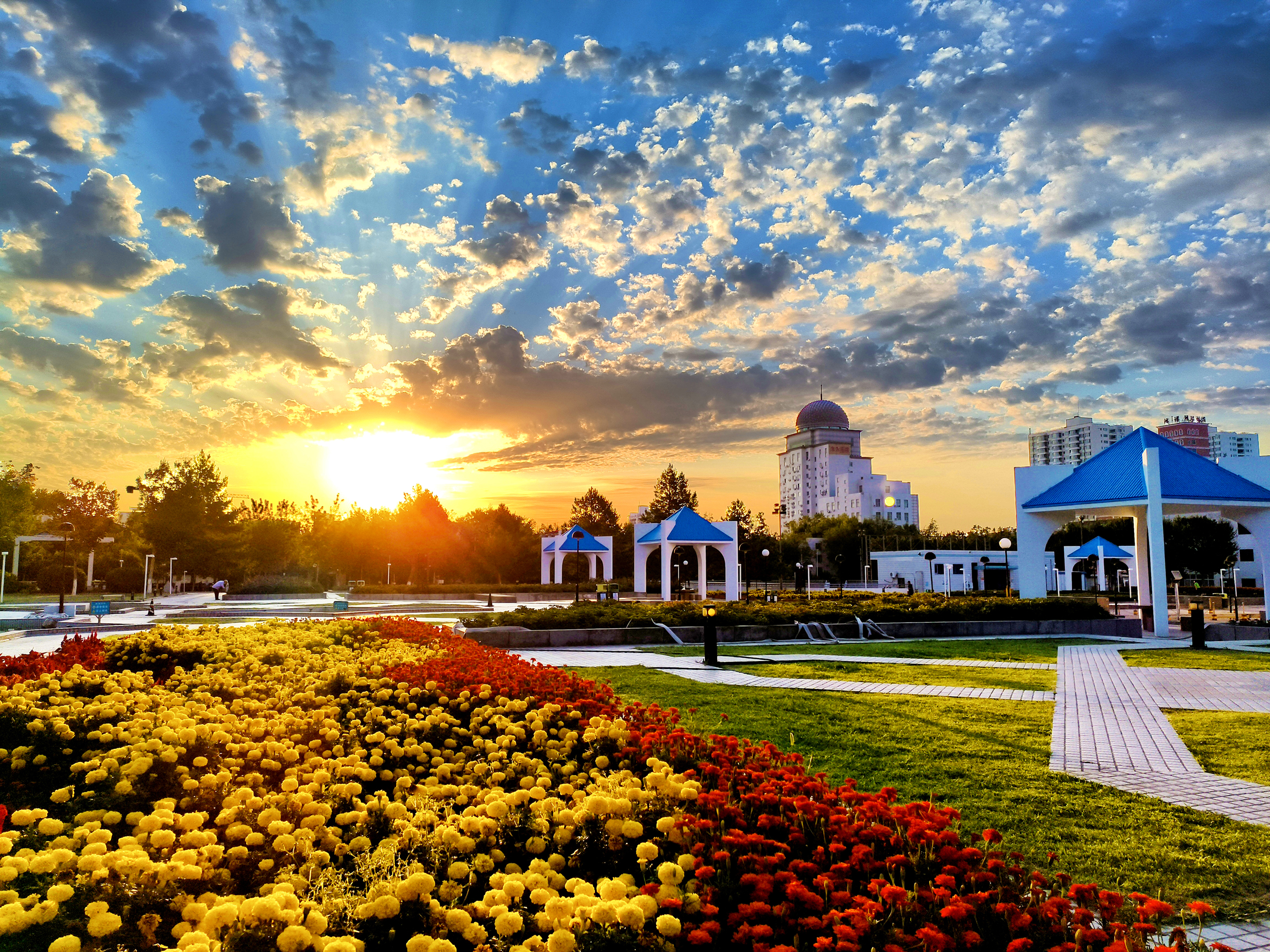
克拉玛依市人民广场

火灾后，友谊馆一直维持废墟状态。1997年，克拉玛依市准备在友谊馆原址上修建人民广场。对于友谊馆的去留，争议颇大。一部分人主张拆除，另一部分主张保留。最终在1998年，友谊馆后部的剧场被拆除，并与人民公园合并成为人民广场，前厅也成为广场的一部分。前厅先后作为餐厅、兵乓球室使用。2009年，第三次全国文物普查中，友谊馆被调查队调查并建档。2010年，克拉玛依市公布首批克拉玛依市文物保护单位，克拉玛依友谊馆位列其中。

## 形制
友谊馆是坐东朝西的三层砖混结构建筑。1991年改造完成时，建筑长超58米，近31米宽，占地面积1600平方米，建筑面积超3550平方米。建筑大致可分为前厅、观众厅、过厅。前厅共三层，包含办公场所、音响控制室、舞台灯光控制室、放映室、卡拉OK等，与观众厅一墙之隔。前厅外门为两层门，外侧为铝合金卷帘门，内侧为铝合金玻璃门。前厅与观众厅有双扇木质隔音门相通，与过厅有双向推拉折叠门相通。观众厅原有座位730多个，后改为810个，从南向北分为三列，共24排。过厅位于观众厅南北两侧，有长凳和沙发，有5扇窗户。侧厅外门分为两层，外层为双扇木门，内侧为推拉折叠门。观众厅舞台为木质地板，高近1米，长16米有余，宽近20米。舞台南北两侧有台阶与观众厅相连，舞台距离后墙2米有余，此间摆放有灯。后墙设2处门。
克拉玛依友谊馆现仅存前厅，东西近32米，南北超16米，高20余米。南北向开5个拱门，门前有6根罗马柱。建筑外立面涂白色涂料。建筑南侧立面上中部有红色的汉语、维吾尔语双语的“友谊馆”、“دوستلۇق سارىيى”，南立面两侧上部各有一只和平鸽，和平鸽下为天蓝色双环。